# أنتوني دين (لاعب كرة يد)
أنتوني دين (بالإنجليزية: Anthony Deane)‏ هو متزلج صدري ‏ ولاعب كرة يد أسترالي، ولد في 3 يوليو 1984 في Hornsby, New South Wales ‏ في أستراليا.

## وصلات خارجية
- أنتوني دين (لاعب كرة يد) على موقع IBSF (الإنجليزية)
- أنتوني دين (لاعب كرة يد) على موقع اللجنة الأولمبية الدولية (الإنجليزية)
- أنتوني دين (لاعب كرة يد) على موقع أوليمبيديا (الإنجليزية)
- أنتوني دين (لاعب كرة يد) على موقع اللجنة الأولمبية الأسترالية (الإنجليزية)